# Adam Piechowicz
Adam Piechowicz (ur. 8 marca 1963 w Warszawie) – polski polityk, działacz organizacji pozarządowych, poseł na Sejm I kadencji, od 2014 do 2015 główny doradca premier Ewy Kopacz.

## Życiorys
W 1983 ukończył Technikum Ogrodnicze w Warszawie. Później został absolwentem Wydziału Dziennikarstwa i Nauk Politycznych Uniwersytetu Warszawskiego. Pracował jako prywatny przedsiębiorca. W latach 1991–1993 był posłem na Sejm I kadencji wybranym z listy Polskiej Partii Przyjaciół Piwa. Należał do tzw. frakcji Małe Piwo, przekształconej w Koło Poselskie „Spolegliwość”, następnie zasiadał w KP Partii Emerytów i Rencistów „Nadzieja”.
Współpracował później z Sojuszem Lewicy Demokratycznej, a od 2004 przez kilka lat działał w Socjaldemokracji Polskiej, będąc dyrektorem biura zarządu krajowego tej partii. 24 września 2014 objął funkcję głównego doradcy w Gabinecie Politycznym Prezesa Rady Ministrów. W styczniu 2015 została przyjęta jego rezygnacja z tego stanowiska.